# Термодинамическая работа
Под работой в термодинамике, в зависимости от контекста, понимают как действие обмена энергией между термодинамической системой и окружающей средой, не связанное с переносом вещества и/или теплообменом (работа как способ/форма  передачи энергии, работа как форма обмена энергией, работа как особый вид энергии в процессе перехода (энергия в пути), то есть как функционал процесса, «не существующий» до процесса, после процесса и вне процесса, но воображаемый), так и количественную меру этого действия, то есть величину передаваемой энергии. Общая черта всех видов термодинамической работы — изменение энергии объектов, состоящих из очень большого числа частиц, под действием каких-либо сил: поднятие тел в поле тяготения, переход некоторого количества электричества под действием разности электрических потенциалов, расширение газа, находящегося под давлением, и другие. Работа в различных ситуациях может быть качественно своеобразна, но любой вид работы всегда может быть полностью преобразован в работу поднятия груза и количественно учтён в этой форме.
Исходное понятие работы термодинамика заимствует из механики. Механическая работа определяется как скалярное произведение вектора силы на вектор перемещения точки приложения силы: 
{\displaystyle \delta A=({\overrightarrow {F}}{\overrightarrow {dr}}),}
где {\displaystyle {\overrightarrow {F}}} — сила, а {\displaystyle {\overrightarrow {dr}}} — элементарное (бесконечно малое) перемещение.
Современная термодинамика, следуя Клаузиусу, вводит понятие обратимой или термодинамической работы.
В случае простой термодинамической системы (простого тела) термодинамической работой называется работа сжимаемого тела в зависимости от абсолютного давления {\displaystyle (p)} и изменения объёма {\displaystyle (dV)}:
{\displaystyle \delta A=pdV,}
или в интегральной форме:
{\displaystyle A_{1,2}=\int _{1}^{2}pdV=P_{m}(V_{2}-V_{1}).}
Интегральное определение удельной термодинамической работы изменения объёма возможно лишь при наличии уравнения процесса в форме уравнения связи давления и удельного объёма рабочего тела.
В общем определении термодинамической работы любых тел и систем тел используется термин обобщённой силы {\displaystyle F_{i}}  как множителя пропорциональности между величинами элементарной работы {\displaystyle \delta A_{i}}  и обобщённого перемещения (обобщённой деформации, обобщённой координаты) {\displaystyle dx_{i}}, где {\displaystyle i=1,2,...n,~n} — число степеней свободы:
{\displaystyle \delta A=\sum _{i=1}^{n}F_{i}dx_{i}.}
Величина работы зависит от пути, по которому термодинамическая система переходит из состояния {\displaystyle 1} в состояние {\displaystyle 2}, и не является функцией состояния системы. Это легко доказать, если учесть, что геометрический смысл определённого интеграла — площадь под графиком кривой. Так как работа определяется через интеграл, то в зависимости от пути процесса площадь под кривой, а значит, и работа, будет различна. Такие величины называют функциями процесса.
Несмотря на то, что до сих пор и в физической химии используется обозначение работы {\displaystyle A}, в соответствии с рекомендациями ИЮПАК работу в химической термодинамике следует обозначать как {\displaystyle W} , а в технической термодинамике работа обычно обозначается буквами  {\displaystyle L} (мольная) и {\displaystyle l} (удельная). Впрочем, авторы могут использовать какие угодно обозначения, если только дадут им расшифровку.